# Jérica
Jérica település Spanyolországban, Castellón tartományban. Jérica a valenciai város spanyol és a hivatalos neve, katalánul: Xèrica, aragóniai nyelven (nyelvjárásban) Exerica és valenciai kasztíliai (spanyol) nyelvjárásban: Ejérica. Jérica Altura, Benafer, Caudiel, Gaibiel, Navajas, Sacañet, Segorbe, Teresa, Vall de Almonacid, Viver és Alcublas községekkel határos. Lakosainak száma 1726 fő (2024).

## Népesség
A település népessége az elmúlt években az alábbi módon változott:
| Lakosok száma | 1571 | 1542 | 1589 | 1672 | 1634 | 1621 | 1574 | 1548 | 1650 | 1726 |
|               | 2001 | 2004 | 2006 | 2009 | 2011 | 2014 | 2016 | 2019 | 2021 | 2024 |